# 미러 큐브
미러 큐브는 루빅스 큐브와 같은 정육면체 모양의 퍼즐이다. 색이 아니라 모양이 변형된다.
정육면체 모양이며 목표는 섞은다음 모양을 맞추는 것이다.
윗면은 얇으며,끝부분은 두껍다.

## 조합의 수
루빅스 큐브와 섞이는 모양이 동일하다. 그러므로 조합의 수는 루빅스 큐브와 마찬가지로 43,252,003,274,489,856,000 개이며,완성할 수 있는 수는 단 하나이다.